# Governance Code Cultuur
Governance Code Cultuur geeft richtlijnen voor goed, verantwoord en transparant bestuur van en door culturele instellingen en richtlijnen voor toezicht daarop. De code heeft betrekking op de Nederlandse gesubsidieerde culturele instellingen.
De code wint aan belang bij professionalisering en verzakelijking van de culturele sector. Toepassing ervan zorgt voor onderscheid tussen taken en bevoegdheden van directie, bestuur of raad van toezicht. Naast de bestuurders en toezichthouders die baat hebben bij cultural governance, hebben ook betrokkenen zoals onder andere overheden, fondsen en sponsors er profijt bij vanuit het idee dat een goed functionerend bestuur of raad van toezicht bijdraagt aan betere resultaten.

## Nederlandse Governance Codes voor de Culturele Sector

### Governance Code Cultuur 2019
De Governance Code Cultuur 2019 is de huidige Governance Code voor de culturele sector in Nederland, en bestaat uit acht principes. Het eerste exemplaar is 5 november 2018 uitgereikt aan minister van Onderwijs, Cultuur en Wetenschap Ingrid van Engelshoven. Deze code is een uitgave van Cultuur+Ondernemen en wordt ondersteund door bestuurders, toezichthouders, brancheorganisaties, het Rijk, gemeenten, VNG en fondsen.
De acht principes van de Governance Code Cultuur zijn:
1. De organisatie realiseert haar maatschappelijke doelstelling door culturele waarde te creëren, over te dragen en/of te bewaren.
2. De organisatie past de principes van de Governance Code Cultuur toe en licht toe hoe zij dat heeft gedaan (‘pas toe én leg uit’). De organisatie volgt de aanbevelingen op en wijkt daar alleen gemotiveerd van af (‘pas toe óf leg uit’).
3. Bestuurders en toezichthouders zijn onafhankelijk en handelen integer. Zij zijn alert op belangenverstrengeling, vermijden ongewenste belangenverstrengeling en gaan op een transparante en zorgvuldige wijze om met tegenstrijdige belangen.
4. Bestuurders en toezichthouders zijn zich bewust van hun eigen rol en de onderlinge verdeling van taken, verantwoordelijkheden en bevoegdheden en handelen daarnaar.
5. Het bestuur is verantwoordelijk voor de algemene en dagelijkse leiding, het functioneren en de resultaten van de organisatie.
6. Het bestuur gaat zorgvuldig en verantwoord om met de mensen en de middelen van de organisatie.
7. De raad van toezicht voert zijn toezichthoudende, adviserende en werkgeversrol op een professionele en onafhankelijke wijze uit.
8. De raad van toezicht is verantwoordelijk voor zijn samenstelling en waarborgt daarbij deskundigheid, diversiteit en onafhankelijkheid.

Deze principes hebben elk tussen de vier en de dertien aanbevelingen. Daarnaast bevat de code een begrippenlijst, een toelichting, en een overzicht van de mensen en organisaties die hebben meegewerkt aan het tot stand komen van de Code.
Het onderschrijven van de Governance Code Cultuur 2019 is inmiddels een voorwaarde voor het aanvragen van veel subsidies.
Bij het goed toepassen van de Governance Code Cultuur hoort ook het rekening houden met de twee andere gedragscodes uit de sector: de Fair Practice Code en de Code Diversiteit & Inclusie. Ook deze codes zijn vaak opgenomen in subsidievoorwaarden.

### Governance Code Cultuur 2014
De Governance Code Cultuur 2014 bestaat uit een negental principes. Het eerste exemplaar is 14 oktober 2013 uitgereikt aan minister van Onderwijs, Cultuur en Wetenschap Jet Bussemaker. Deze code is een uitgave van Cultuur-Ondernemen en wordt ondersteund door bestuurders, toezichthouders, brancheorganisaties, het Rijk, gemeenten, VNG en fondsen. Deze code is inmiddels vervangen door de Governance Code Cultuur 2019.

### Code Cultural Governance
De Code Cultural Governance is de voorganger van de Governance Code Cultuur. De Code Cultural Governance werd in 2006 gepubliceerd door Stichting Kunst & Zaken.

#### Uitgangspunten
Voormalig staatssecretaris van Cultuur, Medy van der Laan gaf aan dat ze zich voor de bedrijfsmatigheidstoets van gesubsidieerde culturele instellingen laat leiden door de Code. Met deze toets wordt bekeken of een instelling die voor subsidie in aanmerking wil komen aannemelijk maakt dat de voorgestelde activiteiten daadwerkelijk en binnen haar begroting kunnen worden uitgevoerd.
Voor de toepassing van de code ligt de focust op expertisebevordering binnen de culturele sector en op de rol van de brancheverenigingen. Ze stelt: "Meer eigen verantwoordelijkheid voor instellingen stelt hogere eisen aan de professionaliteit van instellingen en van de sector als bedrijfstak." De minister is verantwoordelijk voor een goede en gerichte controle op de besteding van de verstrekte subsidiegelden, maar zaken als beheer, bestuur en toezicht zijn op de eerste plaats een verantwoordelijkheid van instellingen.

#### Aanbevelingen
In de Code Cultural Governance worden 23 aanbevelingen gedaan voor goed bestuur en toezicht. Ze zijn toegespitst op de drie besturingsmodellen die in deze sector het meest voorkomen:
- Raad-van-toezicht-model
- Bestuur+directie-model
- Bestuur-model (geen directeur)

De code geeft principes en best practice-bepalingen per besturingsmodel. De principes geven aan voor wie er welke taken, verantwoordelijkheden en bevoegdheden zijn. De best practice-bepalingen beschrijven concrete uitwerkingen en nadere invulling van algemene opvattingen over goed bestuur.

#### Rolverdeling
De voormalig minister van Cultuur, Ronald Plasterk schreef in zijn beleidsplan 'Kunst van Leven - Hoofdlijnen Cultuurbeleid' over Cultural Governance:
Verder verwacht ik van alle instellingen die door het rijk worden gesubsidieerd dat zij zich houden aan de normen voor goed bestuur. De door de sector opgestelde code cultural governance kan daarbij als uitgangspunt dienen.
De minister achtte het voor instellingen van belang is dat zij zich aansluiten bij een brancheorganisatie die hen ondersteunt op het gebied van professionalisering, cultural governance en goed werkgeverschap. Als het gaat om een heldere rolverdeling is verder het kabinet verantwoordelijk voor de landelijke basisinfrastructuur, inclusief goede ondersteuning; en de Raad voor Cultuur adviseert het kabinet en Kamer op strategisch beleidsniveau en beoordeelt subsidieaanvragen voor de basisinfrastructuur.

## Belgische bestuurscode
In België wordt voor de cultuursector de bestuurscode 'Goed bestuur voor cultuur' gehanteerd.